# Geologie des Tethys-Himalayas
Die Geologie des Tethys-Himalayas ist charakterisiert durch eine mächtige sedimentäre Sequenz verschiedenartiger Zusammensetzung. Sie bildete sich am nördlichen Kontinentalrand Gondwanas im Bereich des damaligen indischen kontinentalen Krustenblocks im Zeitraum vom Kambrium bis zum  Eozän.
Der Tethys-Himalaya, der manchmal auch als tibetischer Himalaya bezeichnet wird, bildet heute den Rest am nördlichen Kontinentalrand des indischen Subkontinents. Er erstreckt sich mit einer Länge von ca. 1500 Kilometer (km) vom südöstlichen Ladakh, dem Nordwesten Indiens, durch Nepal bis zum Südosten Tibets. Im Norden grenzt er an die Indus Yarlung Tsangpo Sutur Zone, im Süden an das South Tibetan Detachment System. Mit einer Breite von etwa 100 km ist der Tethys-Himalaya die breiteste Zone im Himalaya.
Die erdgeschichtliche Entwicklung geht auf die serielle Öffnung und anschließende Subduktion der paläozoischen Palaeotethys und mesozoischen Neo-Tethys unter die laurasische Platte sowie die nordöstliche Kontinentaldrift und die Kollision des indischen Kontinentalblocks im Paläozän ab 57 mya mit Laurasia. Hierdurch entstand der Himalaya. Einzelheiten siehe → Tektonische Entwicklung des indischen Subkontinents.

## Regionale Geologie

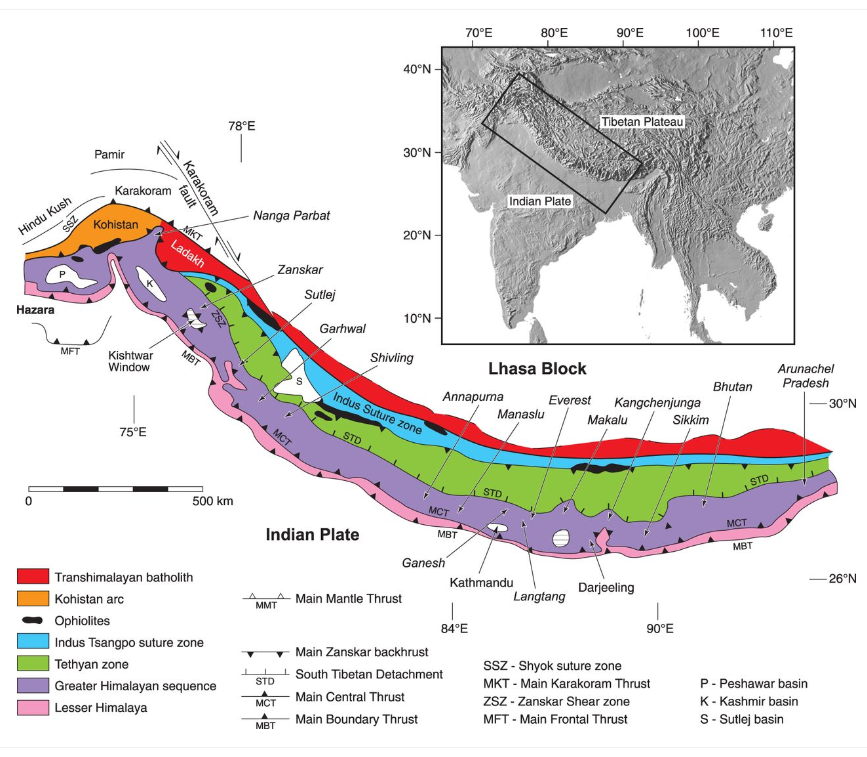
Geologische Karte des Himalayas mit dem Tethys-Himalaya, grün markiert

Der Tethys-Himalaya bildet eine fast vollständige bis mehr als 12 km mächtige sedimentäre Sequenz aus zwei sich ohne nennenswerte Diskordanzen überlagernden Grabenbruch-zu-Passivrand-Schichten. Die Sedimentationen wurden durch eine Vielzahl von sich abwechselnden Transgression und Regression beeinflusst und in präkambrischen Sedimentbecken abgelagert. Diese entstanden durch Rifting entlang des nördlichen passiven Randes von Gondwana, wodurch die Erdkruste im späten Präkambrium ausdünnte.
Die beiden Einheiten werden durch die Gyrong-Kangmar-Überschiebung getrennt. Die südliche Begrenzung des Tethys-Himalayas bildet das South Tibetan Detachment System zum Hohen Himalaya, die nördliche die Indus-Yarlung Suture Zone. Das ca. 1800 mya alte Grundgebirge ist ein nach Süden abfallender Keil aus hochgradig metamorph überarbeiteten spätpaläoproterozoischen bis frühpaläozoische Gneisen, welcher von unterschiedlich deformierten miozänen Leukograniten durchsetzt ist.
Die Entwicklung des Tethys-Himalayas reicht zeitlich vom Kambrium bis zum mittleren Eozän und ist geologisch/tektonisch strukturiert in die nördlichen Tethys-Sedimente, die Turbitide, den Olisthostrom, die nordhimalayaischen Dome und die südlichen Tethys-Sedimente.

### Nördliche Tethys-Sedimente

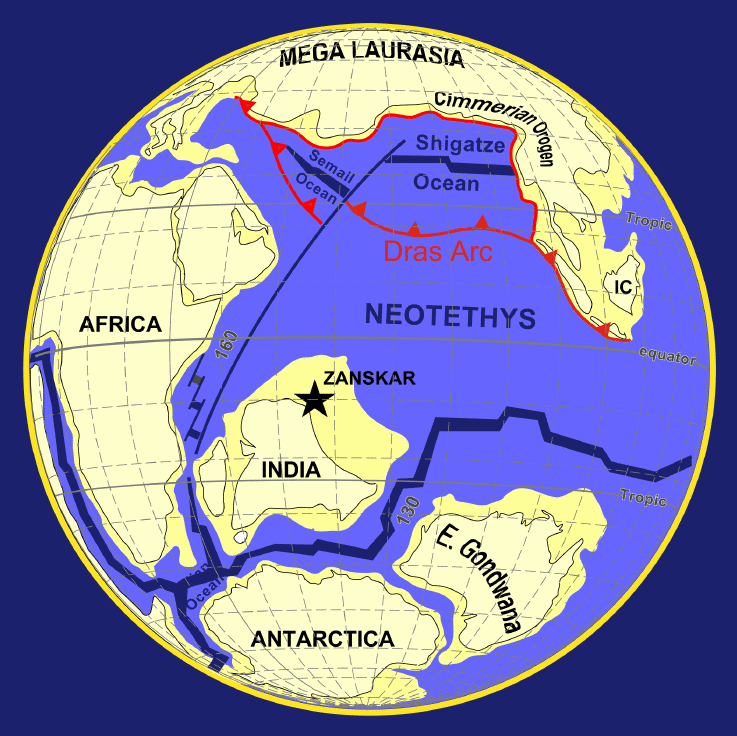
Plattentektonische Situation um 100 mya mit der Neo-Tethys

Der Tethys-Himalaya schließt im Norden direkt an die Indus-Yarlung Suture Zone an, wo er in tiefere Wasserbereiche übergeht. Undatierte basische Dykes und Lagergänge deuten auf ein Ablagerungsmilieu in einem kontinentalen Grabenbruch hin. Die ältesten Gesteine in dieser Zone sind Orthogneise aus dem unteren Ordovizium, die vom dortigen Grundgebirge stammen, sowie rekristallisierte permische Kalksteine. Auf ihnen liegt ein sedimentäres Gesteinsspektrum, das überwiegend aus undeformierten Schiefern, Sandsteinen, Riffkalksteinen, sonstigen Kalksteinen, Mergeln sowie Dolomiten und Muschelkalke besteht. Zwischen der unteren Kreide und dem Paläozän trat Vulkanismus mit Ignimbrit-Ablagerungen auf. Deformationen führten zu großflächigen liegenden Falten, die nach Südwesten gekippt wurden und eine gut entwickelte schiefrige Spaltung aufweisen. Sie nehmen nach Norden in Richtung der Yalu-Tsangpo-Suture Zone unter die ophiolitischen und Überschiebungsdecken zu. Die Metamorphose weist eine Tendenz auf, die regional von geringem Grad zu lokalen Staurolith-Kyanit-Schiefern reicht. Das Alter der nördlichen Tetthyssedimente datiert zwischen dem frühen Jura und dem mittleren Eozän. Dieses entspricht der Entwicklungsphase der Neo-Tethys.

### Turbitide
Die fächerförmigen Turbidite bilden eine dicke und eintönige mesozoische kalkhaltige flyschartige Abfolge am Abhang der Tethys-Sedimente zur Indus-Yarlung Suture Zone. Sie wurden in abyssalen und bathypelagialen Zonen zwischen der späten Trias und vermutlich der unteren Kreide abgelagert und bestehen aus Sandsteinen, undeformierte Schiefern und Tonschiefern, in die Schluffe und lokal geringfügige Kalksteine eingelagert sind. Diese Schichtfolge wurde von Ophiolithen und Radiolariten aus der Indus-Yarlung Suture Zone regional überschoben. Großflächige, liegende subisokline Falten haben die Stratigraphie an vielen Stellen invertiert. Meterdicke Quetschzonen begrenzen die basalen Überschiebungen dieser Turbidite, Untersuchungen von detritischen Zirkonen deuten darauf hin, dass einige Sequenzen aus dem Lhasa-Terran stammen und somit möglicherweise den Nordrand der Tethys und weniger den indischen Kontinentalrand repräsentieren. Die Turbitide wurden mehrphasigen Deformationen unterzogen, sind aber generell nicht oder nur schwach metamorph überprägt.

### Olisthostrom

Prinzipdarstellung von Transgression (oben) und Regression (unten)

Ein Olisthostrom mit schwarzer, schiefriger Matrix liegt regional diskordant auf dem nördlichen Rändern nördlichen Tethys-Sedimente und den Turbiditen. Er wurde während transgressiver Phase dort abgelagert. Das überwiegend kreidezeitliche Gesteinsspektrum besteht aus Kalksteinen, Cherten, Marmoren, Schiefern, Phylliten, Andesiten und Dioriten sowie mafischen und ultramafischen Anteilen. Sie wurden auf dem Ozeanboden der Neo-Tethys abgelagert und in den Bereich der Indus-Yarlung-Suturzone abgelagert. Die ältesten Bestandteile bilden spätpermische Kalksteine, die vom indischen Kontinentalrand oder ozeanischen Plateaus stammen. Die jüngsten Bereiche, die vor der Umlagerung gefaltet wurden, sind planktische Foraminiferen-Kalke aus dem Maastrichtium bis zum untersten Paläozän. Diese bestimmen auch das Alter des Olisthostrom. Die verschiedenen Lithologien zeugen von unterschiedlichen paläogeografischen Umgebungen, wie dem distalen indischen Kontinentalrand, pelagischen Horste und ozeanische Tiefseeberge. Zusammen bilden sie mit den Turbiditen annähernd in Ost-West-Richtung verlaufende, nach Süden ausgerichtete Falten.

### Nordhimalayaische Dome
Etwa 50 km südlich und parallel zur Indus-Yarlung Suture Zone verläuft eine lange Antiform. Entlang dieser erstreckt sich eine Reihe von Dome aus proterozoischem Grundgebirgsgneisen (ca. 1800 mya) sowie kleine Anteile von 46 bis 30 mya alten Granitoiden und zwei Mica-Granite mit Alter von 19 bis 7 mya. Sie werden zusammenfassend als Nordhimalayaische Dome (North Himalayan Belt) genannt. Gneise und Granitoide deuten auf zunehmenden Druck und Temperatur und ein langwieriges Schmelzen der aus der mittleren indischen stammenden Kruste bis hin zu den Intrusion der spätmiozänen Mica-Granite. Die Dome wurden deformiert und metamorph überprägt.

### Südliche Tethyssedimente

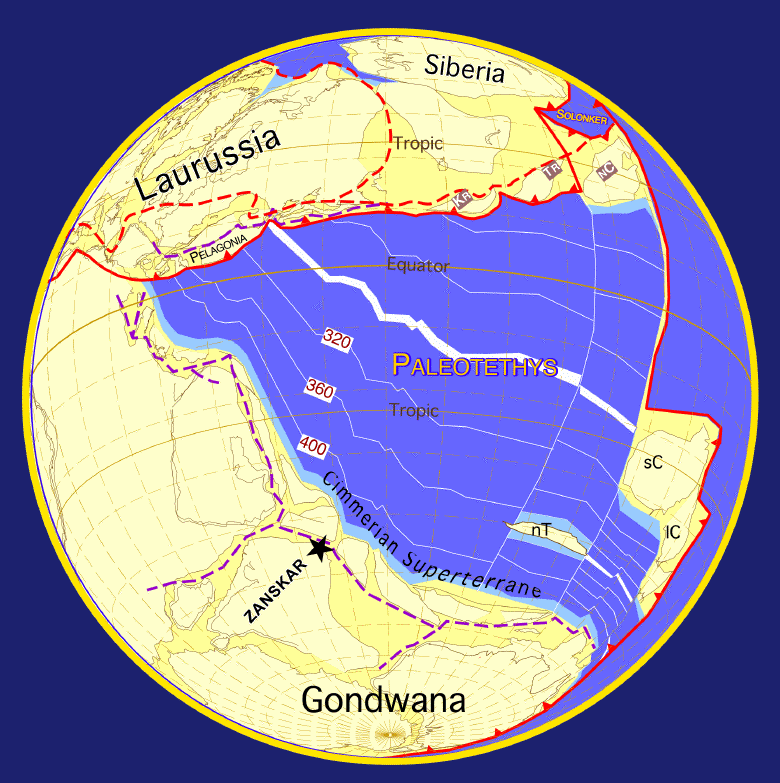
Plattentektonische Situation um 290 mya mit der Palaeotethys

Die südlichen Tethys-Sedimente basieren auf dem gneissischen Grundgebirge des Hohen Himalayas, auf dem ordovizische bis spätpermische Sandsteine, Schluffe, Konglomerate mit eingeschalteten Quarz-Areniten, Kalksteine und undeformierte Schiefer in wechselnden Schichte lagern. Im frühen Perm trat Vulkanismus mit Porphyrischen, vulkanischen Brekzien und Tuffen auf. Im Gegensatz zu den nördlichen Tethys-Sedimente sind die südlichen Sedimente nicht metamorphosiert und haben eine Hauptphase von Ost-West verlaufenden Kasten- und Chevron-Falten durchlaufen, die  über Dutzende von Kilometern entlang ihrer axialen Spuren verfolgt werden können. Die Intensität der Verkürzung nimmt nach Süden hin bis zum gestörten Kontakt zwischen den Sedimenten der südlichen Tethys und den metamorphisierten kristallinen Schiefern und Gneis des Hochhimalaya. Die südlichen Tethys-Sedimente reichen zeitlich vom Kambrium bis zum späten Perm. Dies entspricht der Entwicklungsphase der Palaeotethys bis zum Auseinanderbrechen von Pangaea.

## Fossilien
Der Tethys-Himalaya ist reich an Fossilien, wie z. B.:
Kambrische Stromatolithe, früh-ordovizische Algen und Fressspur-Fossilien von Ringelwürmern, spät-ordovizische bis -mittel-silurische Algen, Korallen, Stromatoporen, Conodonten, Moostierchen und Graptolithen ober-triassische Korallen und Hydrozoen, früh-karbonische Armfüßer, spät-karbonische Glossopteris-Flora, ober-triassische Korallenriffe, an der Jura-Kreide-Grenze verschiedene Vertreter der Ammonitida, im Paläogen Fressspur-Fossilien von Vielborstern, Fragmente von Muscheln und Schnecken sowie Foraminiferen mit Vertreter der Rotaliida und Globigerinida.